# 阿尔内·约翰森
阿尔内·约翰森（挪威語：Arne Johansen，1927年4月3日—2013年10月25日），挪威男子速度滑冰运动员。他曾代表挪威获得1952年冬季奥运会速度滑冰比赛男子500米铜牌。他于2013年在歐蘭去世。